# Mohamed Nassoh
Mohamed Nassoh (en arabe : محمد نصوح), né le 26 janvier 2003 à Eindhoven aux Pays-Bas, est un footballeur marocain qui joue au poste de milieu de terrain au NAC Breda.

## Biographie

### Naissance et jeunesse
Mohamed Nassoh naît à Eindhoven, aux Pays-Bas, au sein d'une famille marocaine. Il grandit dans le quartier de Woensel et s'initie au football dans le Cruyff Court de son quartier.

### Carrière en club
Il commence le football à l'âge de quatre ans dans le club amateur du WVVZ, avant d'intégrer le centre de formation du PSV Eindhoven en 2010, à l'âge de sept ans.
En fin de saison 2020-2021, Mohamed Nassoh fait ses débuts professionnels en D2 néerlandaise en entrant en jeu contre De Graafschap, en entrant en jeu à la place d'Emmanuel Matuta à la 83e minute (défaite, 0-2). Dans son équipe figurent des joueurs comme Ismael Saibari, Johan Bakayoko ou encore Jeremy Antonisse.
En début de saison 2021-2022, il est intégré définitivement par l'entraîneur Ruud van Nistelrooy avec l'équipe professionnelle comme titulaire, et reçoit ainsi sa première titularisation le 6 août 2021 contre le FC Dordrecht, dans un match qui se résulte sur un match nul 1-1. Au cours de la saison, en novembre 2021, il prolonge son contrat au PSV Eindhoven de trois saisons supplémentaires,. Le 10 décembre, il inscrit son premier but professionnel contre le FC Volendam, grâce à une passe décisive de Johan Bakayoko (défaite, 3-2).
Lors de la saison 2022-2023, il inscrit son premier doublé le 27 février 2023 contre les Jong AZ, parvenant ainsi à faire garder tête à son équipe après un match nul 3-3,. En fin de saison, il remporte son premier titre, la Premier League International Cup grâce à une victoire contre Crystal Palace FC, sous la houlette de l'entraîneur Adil Ramzi.
Le 13 avril 2024, son club révèle son transfert en direction du Sparta Rotterdam pour la saison 2024-2025 en Eredivisie,. Il parvient à décrocher sa dernière saison avec la distinction du meilleur buteur de l'édition 2023-2024 de la Premier League International Cup avec cinq buts.

### Carrière en sélection
Possédant la double nationalité néerlandaise et marocaine, Mohamed Nassoh peut prétendre à une sélection avec les Pays-Bas et le Maroc.
En juin 2022, il dispute ses premiers matchs sous la houlette du sélectionneur Bert Konterman, en équipe des Pays-Bas des moins de 19 ans, comptant pour les qualifications à l'Euro. Le 7 juin 2022, il délivre une passe décisive sur un but d'Ernest Poku contre l'Ukraine des moins de 19 ans (défaite, 2-1).
Lors de la trêve internationale de novembre 2023, il rejoint l'équipe du Maroc olympique en recevant une convocation du sélectionneur Issame Charaï. Il est rappelé en mars et en juin 2024, mais ne figure finalement pas sur la liste définitive du Maroc pour prendre part aux Jeux olympiques d'été de 2024,. A la suite de sa non-convocation avec le Maroc olympique, il révèle être compréhensif.

## Style de jeu
Mohamed Nassoh est un droitier qui peut jouer en tant que milieu récupérateur et milieu relayeur, selon le joueur même. Son ancien entraîneur Jeroen Rijsdijk l'utilise également en tant qu'ailier gauche.

## Palmarès

### En club
- Jong PSV
  - Premier League International Cup
    - Vainqueur en 2023[10]

### Distinctions individuelles
- 2024 : Meilleur buteur de la Premier League International Cup[13]